# Saint-Julia
Saint-Julia is een gemeente in het Franse departement Haute-Garonne (regio Occitanie) en telt 379 inwoners (2005). De plaats maakt deel uit van het arrondissement Toulouse.

## Geografie
De oppervlakte van Saint-Julia bedraagt 11,3 km², de bevolkingsdichtheid is 33,5 inwoners per km².
De onderstaande kaart toont de ligging van Saint-Julia met de belangrijkste infrastructuur en aangrenzende gemeenten.

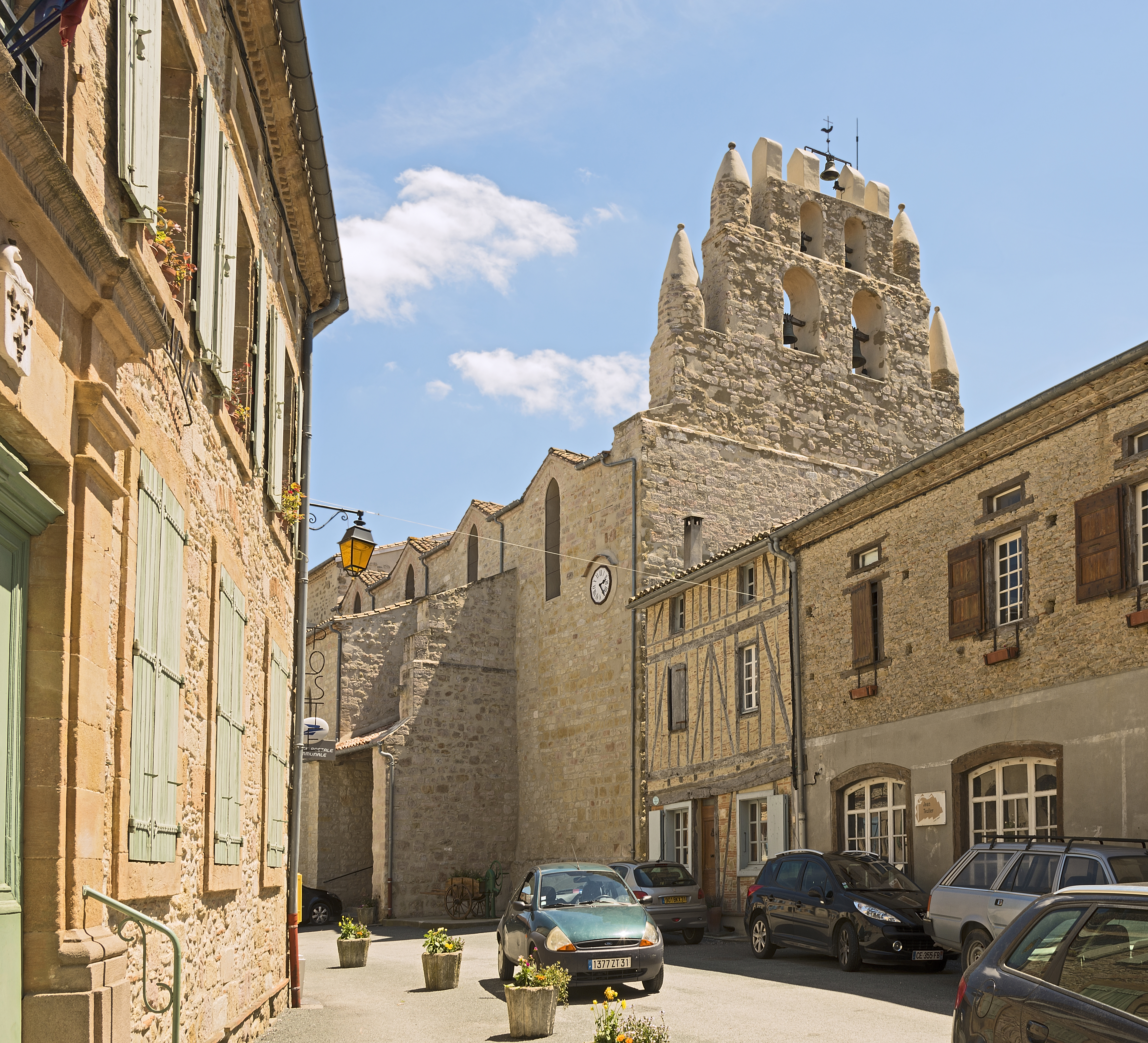
De kerk en het stadhuis.
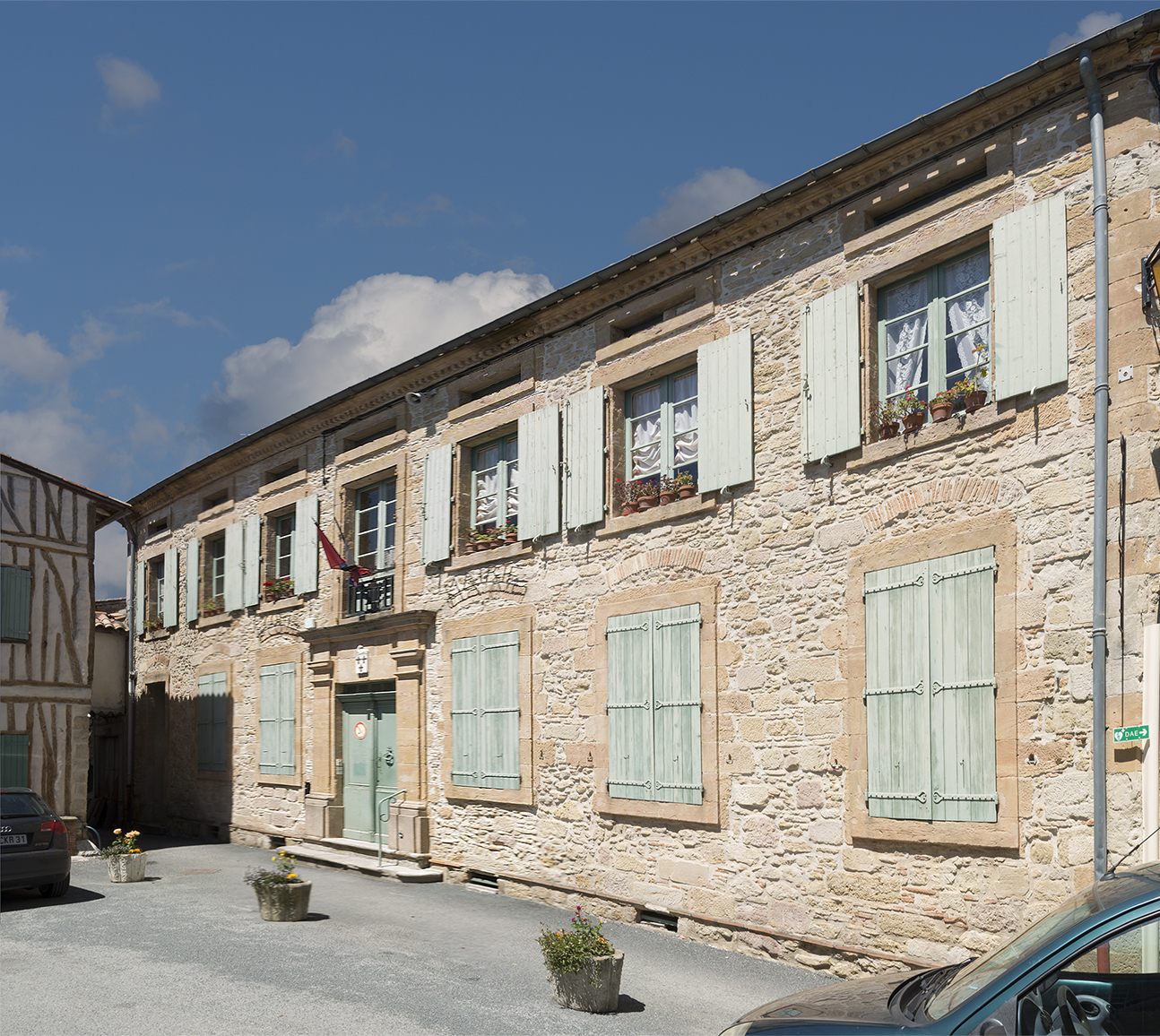
Het stadhuis

## Demografie
De figuur toont het verloop van het inwonertal (bron: INSEE-tellingen).